# Anshelm Nordborg
Oskar Anshelm Nordborg (i riksdagen kallad Nordborg i Göteborg), född 9 augusti 1875 i Holms församling, Västernorrlands län, död 28 augusti 1942 i Göteborgs domkyrkoförsamling, var en svensk direktör och riksdagsman (högern).
Nordborg avlade sjökaptensexamen 1899 och var från 1914 VD för Sveriges Redareförening. Han var ledamot av första kammaren från 1929, invald i Göteborgs stads valkrets.